# Polyplax grammomydis
Polyplax grammomydis är en insektsart som beskrevs av Werneck 1953. Polyplax grammomydis ingår i släktet Polyplax och familjen ledlöss. Inga underarter finns listade i Catalogue of Life.